# 鹿児島市立郡山中学校
鹿児島市立郡山中学校（かごしましりつ こおりやまちゅうがっこう）は、鹿児島県鹿児島市郡山町にある市立中学校。

## 概要
鹿児島市の北部に位置し、現在は郡山地域（旧郡山町）唯一の中学校である。また、2010年5月1日現在で郡山岳町にある鹿児島自然学園内に分教室が設置されている。
2010年5月1日現在で257名が在籍し（分教室を含む）、1学年当たり2学級から構成され分教室に1学級が設置されている。

## 沿革
- 1947年（昭和22年）に以下の2校が開校[3]。（）内は開校日。
  - 郡山村立郡山中学校（4月30日[4]）
  - 下伊集院村立下伊集院東中学校大谷教場（5月2日[5]）
大谷分教場は当時下伊集院村に位置しており、本校である「下伊集院村立下伊集院東中学校」は現在の日置市立伊集院北中学校である。
- 1948年（昭和23年）12月31日 - 本校の名称変更及び教場から分校に名称変更されたのに伴い下伊集院村立下伊集院東中学校大谷教場から下伊集院村立下伊集院中学校大谷分校に改称[5]。
- 1954年（昭和29年）4月1日 - 大谷分校が下伊集院村立大谷中学校として下伊集院村立下伊集院中学校より分立[5]。
- 1956年（昭和31年）9月30日 - 下伊集院村が伊集院町、東市来町、郡山村、日吉町に各一部編入され消滅。大谷中学校の区域は郡山町に編入され、同時に郡山村が町制施行し、郡山町立郡山中学校、郡山町立大谷中学校に改称[5]。
- 1957年（昭和32年）4月1日 - 郡山町立大谷中学校を郡山町立郡山中学校に編入[6]。
- 2004年（平成16年）11月1日 - 郡山町が鹿児島市に編入され、鹿児島市立郡山中学校に改称[4]。

## 通学区域
郡山中学校の通学区域は以下の町丁の区域が指定されている。
| - 郡山町の全域 - 西俣町の全域 - 油須木町の全域 - 東俣町の全域 | - 川田町の全域 - 花尾町の全域 - 郡山岳町の全域 - 有屋田町の全域 |

## 部活動
- 野球
- バレーボール（男・女）
- ソフトテニス（男・女）
- サッカー
- 吹奏楽
- 弓道

### 主な成績
- 2013-03-23	都城弓祭り全国弓道大会	団体	優勝
- 2013-06-15	県下中学校春季弓道大会	団体	優勝
- 2013-06-15	県下中学校春季弓道大会	個人	優勝
- 2013-07-24	鹿児島県中学校総合体育大会弓道種目	団体	優勝
- 2013-07-24	鹿児島県中学校総合体育大会弓道種目	団体	技能優秀賞
- 2014-03-22	都城弓祭り全国弓道大会	個人	優勝
- 2015-06-21	県下中学校春季弓道大会	団体	準優勝
- 2015-06-21	県下中学校春季弓道大会	個人	４位
- 2015-07-20	平成27年度全日本少年少女武道(弓道)錬成大会	団体	努力賞
- 2015-07-24	鹿児島県中学校総体(弓道競技)	団体	３位
- 2015-07-24	鹿児島県中学校総体(弓道競技)	個人	４位
- 2015-08-02	第36回九州中学生弓道大会	個人	３位
- 2016-06-19	県下中学校春季弓道大会	団体	優勝
- 2016-06-19	県下中学校春季弓道大会	個人	５位
- 2016-07-18	平成28年度全日本少年少女武道(弓道)錬成大会	団体	優秀賞
- 2016-07-26	鹿児島県中学校総合体育大会弓道種目	団体	３位
- 2016-07-26	鹿児島県中学校総合体育大会弓道種目	個人	優勝
- 2016-07-26	鹿児島県中学校総合体育大会弓道種目	団体	技能優秀賞
- 2016-07-26	鹿児島県中学校総合体育大会弓道種目	団体	監督賞
- 2016-07-26	鹿児島県中学校総合体育大会弓道種目	個人	技能優秀賞
- 2016-08-07	第３７回　九州中学校弓道大会	団体	準優勝
- 2016-08-07	第３７回　九州中学校弓道大会	個人	４位
- 2016-10-02	県下中学校新人弓道大会	団体	優勝
- 2017-02-15	平成28年度いきいき教育活動表彰	団体
- 2017-07-15	鹿児島市体育協会表彰	団体	優秀チーム
- 2017-07-17	平成29年度全日本少年少女武道(弓道)錬成大会	団体	優秀賞
- 2017-07-17	平成29年度全日本少年少女武道(弓道)錬成大会	団体	努力賞
- 2017-07-24	鹿児島県中学校総合体育大会弓道種目	団体	３位
- 2017-08-13	第38回全九州中学生弓道大会(通信大会)	団体	優勝
- 2017-08-13	第38回全九州中学生弓道大会(通信大会)	個人	優勝
- 2017-08-13	第38回全九州中学生弓道大会(通信大会)	個人	優勝
- 2017-08-13	第38回全九州中学生弓道大会(通信大会)	個人	３位
- 2018-02-14	平成2９年度いきいき教育活動表彰	団体		郡山中　弓道部
- 2018-06-23	県下中学校春季弓道大会	団体	３位
- 2018-07-24	鹿児島県中学校総合体育大会　弓道種目	団体	準優勝
- 2018-07-24	鹿児島県中学校総合体育大会　弓道種目	個人	優勝
- 2018-08-05	第39回九州中学生弓道大会	団体	３位
- 2018-08-24	県下夏季ジュニア弓道大会	団体	優勝
- 2018-08-24	県下夏季ジュニア弓道大会	個人	３位
- 2018-08-24	県下夏季ジュニア弓道大会	個人	４位
- 2018-08-20	第2回鹿児島中学生５０射通信弓道大会	男子団体	優勝
- 2018-08-20	第2回鹿児島中学生５０射通信弓道大会	女子団体	優勝
- 2018-10-06	県下中学校新人弓道大会	個人	５位
- 2018-10-08	豊玉姫神社奉納弓道大会	男子団体	優勝
- 2018-10-08	豊玉姫神社奉納弓道大会	女子団体	優勝
- 2018-10-28	第６８回妙円寺詣り行事大会　弓道競技	男子団体	優勝
- 2018-10-28	第６８回妙円寺詣り行事大会　弓道競技	女子団体	準優勝
- 2018-11-11	末吉豊祭武道弓道大会	女子団体	優勝
- 2018-11-11	末吉豊祭武道弓道大会	男子団体	準優勝
- 2018-11-23	第66回流鏑馬行事体育大会　弓道競技	男子団体	優勝
- 2018-11-23	第66回流鏑馬行事体育大会　弓道競技	女子団体	優勝
- 2018-12-01	県選抜中学校弓道大会　徳田杯	女子団体	優勝
- 2018-12-01	県選抜中学校弓道大会　徳田杯	女子団体	３位
- 2018-12-15	義弘公奉賛弓道大会	女子団体	優勝
- 2018-12-15	義弘公奉賛弓道大会	女子団体	準優勝
- 2019-02-23	選抜中学校池田旗弓道大会	女子団体	優勝
- 2019-02-23	選抜中学校池田旗弓道大会	女子団体	３位
- 2019-03-03	県下中学校冬季ジュニア弓道大会	女子団体	優勝
- 2019-03-03	県下中学校冬季ジュニア弓道大会	女子団体	準優勝
- 2019-03-24　都城弓祭り全国弓道大会 女子団体　3位